# Макаренко Андрій Сергійович
Андрій Сергійович Макаренко (нар. 13 грудня 1996, Чернігів, Україна) — український футболіст, півзахисник клубу «Чернігів».

## Клубна кар'єра
Народився в Чернігові. У ДЮФЛУ з 2009 по 2014 рік виступав за чернігівську «Юність». У дорослому футболі дебютував 2014 року в «Зернопромі» (с. Анисів), який виступав у чемпіонаті Чернігівської області. У вище вказаному турнірі з 2015 по 2016 рік виступав також за «Полісся» (Добрянка) та «Фрунзівець» (Ніжин). 
У 2017 році перебрався до клубу «Чернігів», де протягом трьох сезонів грав у чемпіонаті Чернігівської області. У сезоні 2019/20 років виступав за вище вказаний клуб в Аматорському чемпіонаті України. У професіональному футболі дебютував за «городян» 6 вересня 2020 року в переможному (2:0) виїзному поєдинку 1-го туру групи А Другої ліги України проти «Рубікона». Андрій вийшов на поле в стартовому складі, а на 59-й хвилині його замінив  Віталія Ментея.

## Кар'єра в збірній
З 2015 по 2016 рік виступав за збірну Чернігівської області з футболу.